# Soundmap
Una soundmap, (o mappa sonora) è una forma di media locativo che mette in 
relazione un luogo e le sue rappresentazioni sonore. Una mappa sonora trasmette il soundscape di un luogo, che è unico, o possiede le qualità che lo rendono particolarmente significativo dalla gente in quella comunità, utilizzando solitamente un'interfaccia interattiva.

## Descrizione
La soundmap veicola contemporaneamente informazioni sull'aspetto visuale e spaziale da un lato, e dati sull'aspetto acustico e temporale dall'altro. La definizione di media locativo sta a indicare una comunicazione funzionalmente legato ad un percorso, con l'obiettivo di rappresentare un luogo rispetto alla tradizionale distinzione tra codice iconico e codice verbale o sonoro. 
Per luogo si intende il “tutto” che caratterizza una determinata porzione di spazio presa in considerazione, e questo “tutto” è il soundscape, il paesaggio sonoro.
La nascita di questa nuova forma di comunicazione visiva,  che delinea il passaggio  “dal design industriale al design acustico” , si deve al musicologo canadese Raymond Murray Schafer, negli anni sessanta. Decennio non certo casuale, in quanto fu proprio in quegli anni, con la progressiva e quasi totale industrializzazione delle città, che il problema dell'inquinamento acustico prese corpo. A coronamento dell'attività a favore della lotta all'inquinamento, Schafer, nel 1977, pubblica il suo libro più importante, Il paesaggio sonoro.  Egli realizza il World Soundscape Project, una campagna di raccolta e catalogazione di paesaggi sonori significativi. Questo tipo di registrazioni possono essere finalizzate a vari scopi: da un lato la necessità della conoscenza e dell'analisi a fini etnografici, dall'altro la possibilità di intervenire sull'ambiente acustico ai fini di migliorarlo (sound design). Schafer applica infatti una distinzione tra ambienti hi-fi,  in cui i segnali sonori sono nitidi, facilmente riconoscibili ed interpretabili, ed ambienti low-fi – tipici della civiltà post-industriale – in cui invece c'è una sovrapposizione dei suoni, che si accavallano tutti sulle stesse frequenze generando inquinamento acustico e “rumore”.
Da un punto di vista strettamente metodologico, è possibile considerare un soundscape alla pari di un paesaggio visivo, in cui intercorre un certo rapporto di figura/sfondo tra la tonalità sonora di base (la tonica, nota che determina l'armonia tonale propria di una composizione, non sempre ascoltata coscientemente, ma sovrascoltate) e i segnali che vi si stagliano sopra (i suoni-segnale, suoni con funzione di avviso acustico ascoltati consapevolmente, e le impronte sonore, suono con valore unico e comunitario).
È fondamentale “costruire” un soundscape con centinaia di registrazioni che, una volta messe insieme, sappiano alla fine rendere quella vasta composizione musicale che è il mondo intorno a noi .
La costruzione di un soundscape, inteso come ambiente  sonoro nella sua completezza, riprende il concetto di musica concreta introdotto dal compositore  Schaeffer, nel 1948:  la musica concreta è costituita mediante la composizione di elementi preesistenti mutuati da qualsiasi tipo di materiale sonoro, proveniente sia da uno strumento tradizionale sia dai rumori della vita quotidiana. L'aggettivo “concreta” non è riferito tanto alla fonte sonora in sé, quanto invece alle caratteristiche proprie del suono prese nella loro totalità: “un suono concreto è per esempio un suono di violino, ma considerato in tutte le sue qualità sensibili e non soltanto nelle sue qualità astratte che sono notate sulla partitura ” , pertanto non è possibile discernere il significato di un suono dalla sua manifestazione fenomenica.
Per capire la corrispondenza tra le rappresentazioni dei suoni di un contesto e il luogo reale ci serviamo di una mappa sonora.
A differenza della soundmap, la caratteristica più evidente della mappa , nella sua forma comune e tradizionale, è che essa tende a rappresentare in forma bidimensionale ciò che nella realtà è tridimensionale. Infatti, l'uso più frequente della mappa riguarda la rappresentazione delle diverse sfaccettature del nostro mondo, o di parti di esso.  Con il termine mappa, dunque, si intende genericamente una rappresentazione semplificata dello spazio, con il fine particolare di mostrare la relazione tra gli oggetti che lo compongono. Parlando della mappa come rappresentazione dello spazio, possiamo anche considerarla un disegno e, come tale, vedere in essa gli elementi caratterizzanti di cui parla Massironi: la traccia, ovvero quello che si vuole rappresentare; il punto di vista,  traducibile con il classico “Tu sei qui” utile al fruitore per orientarsi;  cosa enfatizzare, i particolari. A supporto di questo Anceschi afferma: “al destinatario deve essere dato almeno quanto basta perché egli possa riconoscere”. Per quanto concerne le caratteristiche della mappa, è doveroso mettere in risalto il carattere di semplificazione. Sempre Anceschi, discutendo dei livelli di iconicità, parla di semplificazione al tratto, con compito descrittivo. Funzione che pone l'attenzione sulla conformazione geologica dell'oggetto-mappa. 
La soundmap, invece, si pone come strumento senso-motorio, capace di conferire un apprendimento analitico, simbolico, ricostruttivo e un eventuale approfondimento per la riflessione territoriale. Essa è realizzazione ed esplorazione ambientale-sonora continuativa, dove l'azione di chi ascolta e di chi si muove innesca contaminazioni multiple. Il suono diviene mappa spaziale sensibile agli spostamenti, il percorso diventa un cronotopo, capace di descrivere l'inscindibilità dello spazio e del tempo. La mappa sonora rappresenta, dunque,  il nodo della trama narrativa, dando vita ad un tragitto valutativo -emozionale.
(John Krygier, Making Maps with Sound)